# 燕鳳
燕鳳（4世紀—428年），字子章，代人。燕鳳是代國及北魏官員，曾協助勸服苻堅讓後來的魏道武帝留在部中，免於遷入長安。

## 生平
燕鳳為人好學，博通經史，更識陰陽學和讖緯之學。代王拓跋什翼犍聽聞其名氣，就命人禮請其為官，可是燕鳳經過多番來請仍不肯答應。什翼犍於是派軍包圍代城，威脅城內人民若燕鳳不肯應命就要屠殺他們，眾人恐懼而將燕鳳交出來。什翼犍和燕鳳談話後十分高興，以賓客禮節對侍他，後更拜他為代王左長史，讓他參與國事決策，又命其向兒子拓跋寔講授經典。後又曾出使前秦，與苻堅見面。
前秦滅代國後，拓跋寔之子拓跋珪本要被帶到秦都長安，但燕鳳見其年幼，於是向苻堅請求將他留下，並對苻堅建議將代國諸部分由互相敵對劉庫仁及劉衞辰分別統領，等到拓跋珪長大後再復立其統領各部，以示苻堅對滅亡之國的恩德。苻堅聽從，燕鳳稍後亦東歸。至拓跋珪建北魏後，先後任命燕鳳為吏部郎、給事黃門侍郎以及行臺尚書，頗見重用。魏明元帝時又與崔宏、封懿和梁越等人講讀經傳，並參與議政。魏太武帝時以其舊功勳賜平舒侯，加鎮遠將軍。燕鳳於神䴥元年（428年）去世。

## 家庭

### 子
燕才，散騎常侍、平遠將軍。

### 孫
燕元孫，博陵太守。

### 曾孫
燕世宗。

## 延伸阅读
[在维基数据编辑]
 《魏書/卷24》，出自魏收《魏书》
 《北史/卷021》，出自李延壽《北史》